# Dolmen Fredbogård 2
Der Dolmen Fredbogård 2 war eine megalithische Grabanlage der jungsteinzeitlichen Nordgruppe der Trichterbecherkultur im Kirchspiel Græsted in der dänischen Kommune Gribskov. Er wurde im 19. Jahrhundert zerstört.

## Lage
Das Grab lag südöstlich von Fredbogård auf einem Feld. Etwa 240 m nordnordwestlich lag der ebenfalls zerstörte Dolmen Fredbogård 1.

## Forschungsgeschichte
Der genaue Zerstörungszeitpunkt des Grabs ist unbekannt. Mitarbeiter des Dänischen Nationalmuseums führten im Jahr 1886 eine Dokumentation der Fundstelle durch. Zu dieser Zeit waren keine baulichen Überreste der Anlage mehr erhalten. 1870–72 war der benachbarte Dolmen Fredbogård 1 abgetragen worden. Möglicherweise fiel die Zerstörung von Grab 2 in den gleichen Zeitraum.

## Beschreibung
Die Anlage dürfte ursprünglich eine Hügelschüttung besessen haben, zu der aber keine Informationen vorliegen. Die ost-westlich orientierte Grabkammer ist als Dolmen anzusprechen. Sie hatte einen rechteckigen Grundriss. Ihre Maße sind nicht überliefert. Die Kammer besaß je einen Wandstein an der nördlichen und südlichen Langseite und an der westlichen Schmalseite sowie einen Deckstein. Die Ostseite war offen.